# Françoise Chandernagor
Pour les articles homonymes, voir Chandernagor (homonymie).
Françoise Chandernagor, née le 19 juin 1945 à Palaiseau (Essonne), est une femme de lettres et haut-fonctionnaire française. Membre de l'Académie Goncourt, elle a écrit une quinzaine d'ouvrages après avoir travaillé dans la haute administration française.

## Biographie

### Origines et études
Françoise Chandernagor est la fille d'André Chandernagor, ancien député de la Creuse et ministre des Affaires européennes du gouvernement Pierre Mauroy. Elle est aussi la petite-fille d'un maçon de la Creuse et d'un artisan-coutelier de la Vienne. Cette famille limousine est issue d'un esclave indien, dit « Bengale », qui reçut le nom de Charles-François Chandernagor à son affranchissement et à son baptême dans la seconde moitié du XVIIIe siècle. Charles-François Chandernagor fut élevé par sa marraine à Bussy-Castelnau dans le Cher. Il devint ensuite cuisinier dans le Poitou.
Françoise Chandernagor, mariée en premières noces à Philippe Jurgensen, énarque, inspecteur général des finances, dont elle eut trois enfants puis divorça, et en deuxièmes noces mariée à Gérard Denis de Senneville-Grave, inspecteur général de l’Équipement, a toujours partagé sa vie entre Paris et la Creuse.
Elle étudie à l'école Jules-Ferry (Palaiseau), puis au lycée Marie-Curie (Sceaux). Elle est diplômée de l'Institut d'études politiques de Paris (section Service public, 1965), et est titulaire d'une maîtrise de droit public. Elle entre à vingt et un ans à l'École nationale d'administration (ENA), d'où elle sort deux ans plus tard major de sa promotion. Elle est alors la première femme à obtenir ce rang.

### Carrière professionnelle
En 1969, elle intègre le Conseil d'État, où elle va exercer différentes fonctions juridictionnelles, notamment celles de rapporteur général. En 1991, elle a rédigé le rapport annuel du Conseil d'État sur l'insécurité juridique.
Elle a occupé aussi plusieurs postes dans des administrations extérieures, tant dans le secteur culturel que dans des services économiques, et a assumé à titre bénévole des responsabilités dans des organismes caritatifs, notamment la vice-présidence de la Fondation de France jusqu'en 1988 et la vice-présidence de la Fondation d'Aguesseau. Elle déclare avoir été plusieurs fois approchée pour occuper divers postes ministériels.

### Écriture
Elle quitte l'administration et abandonne sa carrière de fonctionnaire en 1993 pour se consacrer entièrement à l'écriture. Elle est membre de l'académie Goncourt depuis 1995.
Depuis 1981, date à laquelle elle a publié L'Allée du Roi (mémoires imaginaires de Madame de Maintenon, seconde épouse de Louis XIV), Françoise Chandernagor a écrit douze romans, deux essais et une pièce de théâtre (jouée à Bruxelles en 1993-1994 et à Paris en 1994-1995, reprises à Bruxelles, puis à Paris, dans les années 2000). Plusieurs de ses romans ont été traduits dans une quinzaine de langues, et deux d'entre eux (L'Allée du Roi et L'Enfant des Lumières) ont fait l'objet d'adaptations télévisuelles.
En 2000, Françoise Chandernagor s'intéresse à l'affaire Godard en faisant paraître dans Le Figaro littéraire, sous forme de feuilleton, Le Roman vrai du Dr Godard. La famille de l’épouse du docteur Godard fera interdire, en référé, par un juge de Caen, la publication du feuilleton, pour « atteinte à l'intimité de la vie privée ». Le roman devait paraître en quatre épisodes. L’auteur n’aura pu en publier que le premier. La décision a été ensuite confirmée par la cour d’appel et la Cour de cassation en 2005.
Dans La Chambre, en 2002, elle reprend le mécanisme des mémoires imaginaires pour dépeindre la vie d'un jeune enfant emprisonné par des révolutionnaires, qui est en fait le jeune Louis XVII.
Françoise Chandernagor est ancienne présidente du prix Jean-Giono et du prix Chateaubriand ; elle est membre de l'académie Goncourt (depuis juin 1995) et vice-présidente de cette académie depuis 2010. Elle est vice-présidente de l'association « Liberté pour l'histoire » créée par René Rémond et Pierre Nora.

## Télévision
Elle participe ponctuellement à l'émission Secrets d'histoire, présentée par Stéphane Bern. Elle a notamment collaboré aux numéros suivants :
- Elles ont régné sur Versailles (2008)
- L’irrésistible ascension de madame de Maintenon (2014)
- Cléopâtre ou la beauté fatale (2016)[10]
- Madame de Montespan le grand amour de Louis XIV (2020)[11]

## Distinctions
- Officière de la Légion d'honneur
- Grand-croix de l'ordre national du Mérite[12]
- Prix des ambassadeurs (1981)
- Prix des lectrices de Elle (1982)
- Chateaubriand 1990[13]
- Prix Pierre-Lafue (2003)
- Prix Palatine du roman historique (2012), Prix Sola Cabiati de la Ville de Paris

## Œuvres
- 1981 : L'Allée du Roi, Julliard (Paris)  (ISBN 2260002609). Il a été adapté à la télévision par Nina Companeez en 1995

- Leçons de ténèbres  (3 vol.) :

- 1988 : (1) La Sans Pareille, éditions de Fallois (Paris)  (ISBN 287706011X)
- 1989 : (2) L'Archange de Vienne, éditions de Fallois (Paris)  (ISBN 2253057169)
- 1990 : (3) L'Enfant aux loups, éditions de Fallois (Paris)  (ISBN 2877060977)
- 1991 : L'Ombre du Soleil (monologue théâtral d'après L'Allée du Roi)
- 1994 : L'Allée du Roi, Monologue pour le théâtre (collection Arlequin, éd. Gallimard)
- 1995 : L'Enfant des Lumières, éditions De Fallois  (ISBN 2877062414). En 2002 a été adapté à la télévision par Daniel Vigne.
- 1998 : La Première Épouse, éditions De Fallois  (ISBN 9782877063333)
- 2000 : Le Roman vrai du Dr Godard, roman feuilleton inachevé. 1er épisode intitulé « Ce que voulait Marie », publié dans Le Figaro littéraire, 6 juillet 2000[14].
- 2001 : Maintenon (en collaboration avec Georges Poisson), Norma  (ISBN 978-2909283661)
- 2002 : La Chambre, collection blanche, Gallimard  (ISBN 2070767140), 27e Prix Fondation Pierre-Lafue 2003
- 2004 : Couleur du temps, collection blanche, Gallimard  (ISBN 2070771830)
- 2007 : La Voyageuse de nuit, 336 pages, collection blanche, Gallimard  (ISBN 2070781224)
- 2011 : Les Enfants d'Alexandrie, Albin Michel (1er volume d'une tétralogie La Reine oubliée consacrée à Cléopâtre Séléné II)  (ISBN 222622131X)
- 2012 : Les Dames de Rome, Albin Michel (2e volume de la tétralogie La Reine oubliée)  (ISBN 2226240047)
- 2015 : Vie de Jude frère de Jésus, Albin Michel  (ISBN 978-2-226-25994-3) analyse iciet ici
- 2016 : Quand les femmes parlent d'amour. Une anthologie de la poésie féminine, Le Cherche midi  (ISBN 978-2-749-11715-7)
- 2021 : L’Homme de Césarée (3e volume de la tétralogie La Reine oubliée), Albin Michel  (ISBN 978-2-226-45115-6)
- 2022 : Le Jardin de cendres (4e volume de la tétralogie La Reine oubliée), Albin Michel  (ISBN 978-2-226-45344-0)
- 2024 : L'Or des rivières, Gallimard

## Analyse de l'œuvre
- Leçons de Lumière : Lettre ouverte à Françoise Chandernagor, de Michel Rheault, aux éditions Nota bene (Montréal, 2006) et Mercure de France (Paris, 2007) -  (ISBN 2715226578).